# Wayne Coyne
Wayne Michael Coyne (né le 13 janvier 1961 à Pittsburgh en Pennsylvanie) est un musicien américain. Il est le chanteur, guitariste et auteur-compositeur du groupe The Flaming Lips.

## Jeunesse
Coyne est le fils de Thomas Coyne et Dolores "Dolly" Jackson. Le cinquième de six enfants, Coyne a déménagé avec sa famille du quartier de Troy Hill de Pittsburgh pour partir vivre dans l'Oklahoma au début de 1961. Coyne a grandi à Oklahoma City. Coyne préférait écouter de la musique et jouer au football américain. Lui, sa sœur et ses frères se surnommaient "The Fearless Freaks" de par leurs brutaux jeux de football dans le jardin. Tommy Coyne, le frère aîné de Coyne, a décrit ces jeux comme une "lutte de gang semi-civilisée".
En 1977, toujours au lycée, Coyne a commencé à travailler comme cuisinier de friture pour le restaurant Long John Silver à Oklahoma City. Au cours de sa deuxième année de travail, il y avait une recrudescence de vols à Oklahoma City. Le restaurant a été victime d'un braquage : Coyne et d'autres employés furent menacés par des armes et contraints de se coucher sur le sol. Coyne était certain qu'il allait mourir. Cependant, le directeur adjoint n'a pas pu ouvrir le coffre-fort du restaurant, et les voleurs ont finalement fui. Coyne estime que « c'est vraiment comme ça qu'on meurt... en une minute, vous êtes juste en train de faire une commande de frites et la minute d'après vous vous retrouvez ventre à terre et ils vous font sauter la cervelle. Il n'y a pas de musique, il n'y a pas de signification, c'est juste le hasard ». Coyne a continué de travailler à Long John Silver jusqu'en 1990.

## Avec The Flaming Lips
Coyne a formé les Flaming Lips en 1983 avec son frère Mark en tant que chanteur et Michael Ivins à la bass. Mark a ensuite quitté le groupe et Wayne est devenu le chanteur. Wayne et Michael ont été les deux seuls membres constants du groupe depuis sa fondation. Selon allmusic.com Coyne est devenu le chanteur principal et auteur-compositeur du groupe.
Lors de concerts à des festivals de grande affluence, Coyne fait son entrée en descendant d'un vaisseau-mère alien (un clin d'œil à Parliament-Funkadelic) dans une bulle et flotte à travers le public. Coyne verse également parfois du faux sang sur son visage par l'intermédiaire d'un tube caché pendant des concerts. Coyne fait cela pour rendre hommage à une célèbre photo de Miles Davis qui, après un concert, avait du sang sur son costume parce qu'un agent de police l'avait battu pendant le spectacle.
Les concerts des Flaming Lips proposent également des canons à confettis, des lasers et pointeurs laser, des images projetées sur un écran, des dizaines de grands ballons, une scène remplie de danseurs habillés en extraterrestres, en yétis... Avant de jouer sur scène, Coyne peut être vu en train d'aider ses roadies. Leurs performances ont été comparées à des expériences psychédéliques plutôt que de simples concerts, une tradition qui remonte à la formation du groupe.

## Art expérimental
En 1996 et 1997, Coyne a développé "The Parking Lot Experiments", où quarante cassettes différentes ont été distribuées. Le groupe a chargé quarante voitures de commencer les bandes en même temps, ce qui entraîna un son surround. Plus de 1000 personnes se sont rassemblées dans un parking pour cette expérience. 
Ces expériences ont mené à l'album expérimental Zaireeka, qui se compose de quatre pistes stéréo, chacune sur quatre CDs différents. Les quatre CD sont destinés à être joués simultanément afin d'entendre les pistes complètes. Coyne pense que Zaireeka embrasse « ...une sorte d'anarchie dans l'art. C'était comme de l'art qui se déroule - vous devez réunir quatre enceintes. Parfois, vous obtenez une grande synchronicité. D'autres fois, le son semble aléatoire. Vous entendez la musique d'une toute nouvelle façon » .
Au concert du Nouvel An à Oklahoma City le 1er janvier 2010, Coyne a demandé au public de programmer leurs alarmes de téléphone pour 00h55. Quand les alarmes se sont déclenchées, les sons d'alarme ont été noyés par des acclamations. Coyne a fait remarquer que « quelqu'un a un putain d'iPhone bruyant ».
En octobre 2010, Coyne a créé une sérigraphie en utilisant son propre sang. L'affiche commémorait l'apparition des Flaming Lips à l'Austin City Limits Music Festival. Elle dépeint un crâne dessiné dans le style de Wes Wilson. Coyne l'a imprimée à l'aide de son sang recueilli dans un flacon. La sérigraphie a ensuite été vendue aux enchères. Le chanteur a déclaré : « Nous avons pensé qu'il serait stupide d'utiliser du sang de poulet ou d'autres choses, ils ne doivent pas sacrifier leurs fluides vitaux, pas plus que je le dois ».

## Réalisation
Coyne a commencé à faire son film de science-fiction, Christmas on Mars, en 2001. Il fut un projet à petit budget et les images principales ont été tournées dans son arrière-cour. Les différents morceaux du vaisseau spatial ont été construits par Coyne. Le film raconte l'histoire du premier Noël sur un Mars colonisé. Dans le film, Coyne joue un super-être qui est curieux au sujet d'un bébé né sur Mars.
Christmas on Mars a été montré pour la première fois au Sasquatch! Music Festival dans une tente de cirque. Les Flaming Lips ont pris la tente avec eux en tournée, montrant le film après chaque représentation. « Le concept était de faire un autre de ces 'films de minuit', comme The Rocky Horror Picture Show, que je suis allé voir quand j'étais adolescent, tout défoncé, avant le câble ».
En 2012, il a réalisé un film ne contenant que des vidéos verticales filmées à l'aide de son téléphone portable pendant un an.

## Autres projets/apparitions
- Bradley Beesley a réalisé un film en 2005 à propos de Coyne et les Flaming Lips, The Fearless Freaks, qui comprend beaucoup d'images de la jeunesse de Coyne, ainsi que son récit de ses expériences dans le groupe.
- En 2003, Coyne a fourni les chants sur The Golden Path par The Chemical Brothers. Cette piste a été publiée sur l'album Singles 93-03 (CD1, Piste 13).
- En 2005, Coyne a enregistré Marching the Hate Machines (Into the Sun) avec le duo d'électro Thievery Corporation sur leur album The Cosmic Game.
- Le 24 mai 2006, une vidéo de Coyne a été montrée lors de la cérémonie de remise des diplômes à son ancienne école secondaire d'Oklahoma City. Dans la vidéo, il parlait du fait qu'il n'a pas terminé le lycée, de son travail chez Long John Silver, de vendre de la marijuana depuis son appartement, et la valeur de l'expérience de vie[12].
- En 2006, Coyne est apparu dans un programme de musique suédoise appelé Musikministeriet[13] (le ministère de la musique). Il jouait dans chaque épisode, commençant et terminant chacun par quelques mots éloquents sur le thème de cet épisode particulier, et ses opinions sur le sujet.
- Le 1er janvier 2007, Coyne est apparu à la Parade du Tournoi des Roses de Pasadena sur le flotteur Oklahoma Rising avec les membres des Flaming Lips, et d'autres célébrités natives de l'Oklahoma, y compris l'astronaute John Herrington, Miss America 2006 (Jennifer Berry), et le créateur de Desperate Housewives, Marc Cherry. Ce fut le centenaire de l'anniversaire de l'État.
- Coyne et les Flaming Lips apparurent en tant que guest star dans un épisode de la série télévisée Charmed.
- Coyne et les Flaming Lips sont apparus dans un épisode de 90210 Beverly Hills, jouant au Peach Pit. Ils montrent parfois l'extrait lors de concerts.
- Coyne chante sur le morceau d'ouverture, Revenge de Danger Mouse, et l'album de Sparklehorse avec David Lynch, Dark Night of the Soul.
- Coyne chante sur la piste Colossal Gray Sunshine de l'album de Faultline Your Love Means Everything.
- Coyne a travaillé sur plusieurs pistes du deuxième album de Kesha, Warrior, y compris les pistes intitulées You Control My Heart et Past Life. Ils ont également travaillé sur Lipsha.
- Le 16 août 2012, Coyne est apparu sur The Colbert Report pour une interview par Stephen Colbert et une performance avec les Flaming Lips sur le pont de l'USS Intrepid dans le cadre du Stephest Colbchella '012: Rocktaugustfest.
- Le 12 mars 2013, Coyne est apparu dans une publicité Virgin Mobile. Dans la publicité, Coyne tente de laver le cerveau du spectateur pour qu'il change de forfait de téléphonie mobile[14].
- Coyne apparaît sur la piste The Perfect Life de l'album Innocents de Moby sorti en octobre 2013[15].
- Coyne a écrit et illustré la bande dessinée "The Sun is Sick", publiée en avril 2013[16].

## Vie privée
Coyne vit sur une propriété de quatre maisons dans le même quartier où il a grandi. Chaque Halloween, Coyne se déguise pour effrayer les enfants qui viennent à sa maison. Il estime qu'il est bon d'effrayer les enfants, parce que quand ils grandissent, il y a des choses « qui font horriblement peur... vous ne pouvez pas vous enfuir, ou allumer une lumière pour que ça s'en aille ». Bien qu'il soit un athée, Coyne dit : « J'aurais bien aimé croire en dieu. Ce serait un grand soulagement de penser, Dieu s'en occupera. Dieu mettra de l'essence dans la voiture demain ».
En 2012, Coyne s'est séparé de sa femme Michelle Martin-Coyne. En septembre 2013, Martin-Coyne a demandé le divorce au motif d'« incompatibilité irréconciliable ». Les deux n'avaient pas d'enfants ensemble et sont en désaccord sur combien de temps ils ont vécu ensemble (Martin-Coyne dire depuis 1989, Coyne depuis 2004).